# Al-Buhturi
Al-Buhturi, arab. التنوخي (pełne imię:Abu Ubada al-Walid Ibn Ubajd Allah al-Buhturi) (ur. 821 w Manbidżu, zm. 897 tamże) – arabski poeta wczesnego okresu abbasydzkiego.
Należał do Buhtur, jednego ze szczepów plemienia Tajji. Jego poetyckim nauczycielem stał się należący do tego samego plemienia Abu Tammam, za którego rekomendacją został panegirystą notabli miasta  Ma’arrat an-Numan, którzy przyznali mu stypendium. Wkrótce dołączył jednak do dworu mecenasa Abu Tammama, namiestnika Mezopotamii Malika Ibn Tawka. Po śmierci Abu Tammama udało mu się dostać na dwór kalifa Al-Mutawakkila (847 - 861), gdzie zyskał sławę i majątek. Po śmierci Al-Mutawakkila powrócił do Manbidżu, jednak udało mu się ponownie dostać na kalifacki dwór za panowania Al-Mu’tazza (866 - 869). Ostatnim kalifem, którego miał opiewać, był Al-Mu’tamid (870 - 892). Przez krótki czas był nadwornym poetą Tulunidy Chumarawajha (884 - 896). Na starość powrócił do Manbidżu, gdzie zmarł po długiej chorobie.
Podobnie jak Abu Tammam był autorem antologii dawnej poezji arabskiej, Al-Hamasa, która jednak była mniej sławna niż ta ułożona przez jego mistrza. W swojej twórczości starał się naśladować dawnych poetów, w znacznie jednak większym stopniu niż Abu Tammam ulegał stylistyce abbasydzkich „modernistów” i nie stronił od przedstawiania życia dworskiego czy miejskiego. Pisał kasydy na cześć Al-Mutawakkila, a po jego śmierci poświęcone mu elegie, jednak w jego twórczości przeważały utwory krótkie, był również autorem wielu erotyków. Zostawił też wiersze zawierające refleksje filozoficzne, jak na przykład opis resztek pałacu Sasanidów (zobacz Tak Kisra), dotykający tematu przemijania wszelkich wspaniałości tego świata. 
W wieku X wzajemne wady i zalety poezji Abu Tammama i Al-Buhturiego były jednym z najważniejszych tematów nowo powstałej arabskiej krytyki literackiej. Podczas gdy poezja Abu Tammama często uchodzi za sztuczną, wymyślną (masnu), to twórczość Al-Buhturiego ma opinie lekkiej i naturalnej (matbu).